# Kornel Michałowski
Kornel Michałowski (ur. 23 lutego 1923 w Poznaniu, zm. 27 marca 1998 tamże) – polski bibliograf, bibliotekarz i muzykolog, uważany za ojca polskiej bibliografii muzycznej. Był najwybitniejszym polskim bibliografem muzycznym, jak również twórcą podstawowych podręczników i pojęć z tej dziedziny.

## Życiorys
Pochodził z rodziny malarza i architekta, Lucjana Michałowskiego. Szkołę podstawową i średnią ukończył w Poznaniu. W latach 1947–1951 studiował muzykologię na Uniwersytecie Poznańskim (w klasie prof. Adolfa Chybińskiego). Z miastem tym pozostał potem związany przez całe życie zawodowe. Jego pracownia znajdowała się w Bibliotece Uniwersyteckiej i z czasem stała się istotnym ośrodkiem dokumentacji oraz informacji naukowej w zakresie kultury muzycznej Polski. Zgromadzono tu wartościową bibliotekę i audiotekę.
W trakcie okupacji niemieckiej pracował w operze poznańskiej, jako stolarz i na scenie, jako statysta. W lutym 1945, jeszcze przed wyparciem z miasta Niemców, brał udział w zabezpieczaniu rozproszonych przez okupanta księgozbiorów, działając na zlecenie zarządu miasta pod kierunkiem Zygmunta Lisieckiego. Jego zasługą było m.in. przetransportowanie do Poznania zbiorów ze Sławy Śląskiej. 19 lutego 1945 zgłosił się do pracy w Bibliotece Uniwersyteckiej, a w 1950, dzięki jego pracy, uruchomiono w tej książnicy dział muzyczny, z czasem rozwinięty przez niego do 17 500 tomów nut, sześciuset librett, ponad dwóch tysięcy płyt i niecałych 12 000 programów koncertowych i teatralnych. Kierował tym działem do 1981. Był to wówczas czołowy zbiór w Polsce. Ważnym elementem jego kolekcjonerstwa było gromadzenie poloniców z obszaru muzyki poważnej i rozrywkowej.
Doktoryzował się w 1978 na Uniwersytecie Jagiellońskim na podstawie rozprawy Karol Szymanowski - katalog tematyczny dzieł i bibliografia.
Główny nurt jego pracy naukowej stanowiło opracowywanie bibliografii polskiego piśmiennictwa muzycznego. Pierwszą pracę stworzył w 1950. Była to bibliografia Adolfa Chybińskiego. Brał udział w tworzeniu prac zbiorowych i redagowaniu haseł do: Wielkiej Encyklopedii Powszechnej, Wielkopolskiego Słownika Biograficznego, Bibliographie des Musikschrifttums (Berlin) i Repertoire International de la Littérature Musikale (Nowy Jork). Do wydawnictw zagranicznych opracowywał informacje dotyczące polskiego dziedzictwa muzycznego.
Od 1981 do 1984 był wicedyrektorem Biblioteki Uniwersyteckiej w Poznaniu. 1 października 1986 przeszedł na emeryturę.
Należał m.in. do Stowarzyszenia Bibliotekarzy Polskich, Związku Kompozytorów Polskich, Polskiego Towarzystwa Historycznego, Towarzystw Naukowych im. F. Chopina, H. Wieniawskiego, K. Szymanowskiego oraz Poznańskiego Towarzystwa Przyjaciół Nauk. 

## Nagrody i odznaczenia
Otrzymał m.in.: 
- Złoty Krzyż Zasługi (1971),
- Krzyż Kawalerski Orderu Odrodzenia Polski (1985)[1],
- Nagrodę Związku Kompozytorów Polskich (1987)[4]